# تروو هیگا
تروو هیگا (به ژاپنی:比嘉照夫) (به انگلیسی: Teruo Higa) استاد دانشگاه ریوکیوز در سال ۱۹۴۱ میلادی (۱۳۱۹ ه‍.خ) در اکیناوا که جزیره‌ای واقع در جنوب مجمع الجزایر ژاپن است به دنیا آمد و در آنجا نیز رشد کرد. پس از فارغ‌التحصیلی خود از وزارت کشاورزی، دانشگاه ریوکیوز، وی دکترای خود را از تحقیقات سازمان پژوهشی کشاورزی و تحصیلات تکمیلی دانشگاه کیوشی Kyushi گرفت. سرانجام بازگشت به عضویت هیئت تدریس از دانشگاه ریوکیوز به عنوان سخنران دانشگاه در سال ۱۹۷۰ و دو سال بعد به عنوان استادیار ارتقا یافت. او اکنون پیشگام توسعه «تکنولوژی ای ام» (به انگلیسی: EM Technology) و استاد دانشگاه در رشته باغداری علمی می‌باشد.
علاوه بر دانشگاه پروفسور هیگا نقش محوری را در شماری از سازمان‌ها همچون کمیته اجرایی بین‌المللی برای ترویج کشاورزی زیستی، مدیر شبکه کشاورزی زیستی آسیا-اقیانوسیه، مدیرکل بنیاد محیط زیست زمین، مشاور انجمن گل ژاپن، مدیر سازمان بین‌المللی تحقیقات کشاورزی زیستی، مشاور علمی انجمن بهداری آب ژاپن و مشاور درمان با لیزر برای جامعه در ژاپن دارد. علاوه بر این وی سالانه در همایش‌ها و گردهمایی‌ها سخنرانی می‌کند. از جمله این همایش‌ها کمیته برای آزمایش «گل در توسعه شهر و ساخت و سازه‌ها،» مسابقه ملی، همایشهای وزارت کشاورزی، جنگلداری و شیلات و وزارت آموزش و پرورش است.

## کشف
وی کاشف ریزاندامگان کارآ (به انگلیسی:  Effective Microorganisms) است. واژه‌های افکتیوِ میکروارگانیسمز را به اختصار «ای ام EM » می‌نامند. «فناوری ای ام» یک تکنولوژی زراعی سازگار با محیط زیست است. وی در سال ۱۹۸۰ میلادی در دانشگاه ریوکیوز، شهر اکیناوا (ژاپن) این فراورده سودمند را کشف کرد. هدف و ایده نخستین پروفسور هیگا این بود که برای مواد سمی و شیمیایی که در کشاورزی استفاده می‌شود جایگزینی بیابد. وی پس از موفقیت در این زمینه مصمم شد که از سودمندی‌های این تکنولوژی در بخش‌های دیگر مانند درمان و پزشکی نیز استفاده کند؛ و پس از ۱۰ سال پژوهش و آزمایش در دانشگاه ریوکیوز اکیناوا بالاخره سودمندی‌های آن را در بخش‌های دیگر را کشف کرد. اکنون پروفسور هیگا در سازمان پژوهشی ام. رُ. در ژاپن EMRO-EM Research Organization کار پخش این ماده سودمند را در سراسر جهان (۱۵۰ کشور) رهبری می‌کنند.

## شغل‌های کنونی پروفسور هیگا
- رئیس سازمان پژوهشی ای ام معروف به ام رُ (EMRO)
- رئیس هیئت مدیره کمیته اجرایی توسعه بین‌المللی کشاورزی زیستی
- مدیر شبکه کشاورزی زیستی آسیااقیانوسیه (APNAN)
- مدیر سازمان بین‌المللی تحقیقات کشاورزی زیستی (INFRC)
- مشاور انجمن گل ژاپن
- مشاور علمی انجمن بهداری آب ژاپن
- مدیرعامل و رئیس سازمان بهداشت جهانی شعبه اوکیناوا
- مدیرعامل شبکه زمین محیط زیست و همکاری (NPO)
- مدیرعامل گل در احداث شهر و توسعه(NPO)
- رئیس هیئت مدیره کمیته ارزیابی برای «مسابقه ملی گلها در توسعه شهر و ساخت و سازه» وزارت (ژاپن کشاورزی، جنگلداری و شیلات و وزارت زمین، زیرساخت و حمل و نقل، طرفداری - پروژه)
- صدها، پست‌های پی در پی در کمیته‌های ملی و بین‌المللی

## کتابهای منتشر شده از وی
Effective Micro-organisms: An Earth Saving Revolution Vol. 1published in English in 1993
Effective Micro-organisms: An Earth Saving Revolution Vol. 2Published in 1998 in English
Our Future Reborn, English